# Fatal Portrait
Fatal Portrait è il primo album della band danese di heavy metal King Diamond, pubblicato nel 1986 dalla Roadrunner Records. Musicalmente, l'album è simile al precedente gruppo del cantante. Le prime quattro tracce e l'ultima narrano un concept di una ragazza liberata da una maledizione lanciata da sua madre.

## Tracce
1. The Candle – 6:38 (Diamond)
2. The Jonah – 5:15 (Diamond)
3. The Portrait – 5:06 (Diamond)
4. Dressed in White – 3:09 (Diamond)
5. Charon – 4:14 (Diamond - Denner)
6. Lurking in the Dark – 3:33 (Diamond)
7. Halloween – 4:12 (Diamond - Denner)
8. Voices from the Past – 1:29 (Diamond)
9. Haunted – 3:54 (Diamond - Denner)
10. No Presents for Christmas – 3:23  * (Diamond - Denner)
11. The Lake – 4:11 * (Diamond)

* tracce bonus presenti nella ristampa.
Testi di King Diamond.

## Formazione
- King Diamond - voce / tutte le chitarre su Voices from the Past
- Andy LaRocque - chitarra
- Michael Denner - chitarra
- Timi Hansen - basso
- Mikkey Dee - batteria